# Bărdarski Gheran, Vrața
Bărdarski Gheran (în bulgară Бърдарски Геран) este un sat în comuna Beala Slatina, regiunea Vrața,  Bulgaria. 

## Demografie
Componența etnică a satului Bărdarski Gheran
     Bulgari (87,11%)
     Nicio identificare (12,88%)
     Altele (0%)
La recensământul din 2011, populația satului Bărdarski Gheran era de 745 locuitori. Din punct de vedere etnic, majoritatea locuitorilor (87,11%) erau bulgari. Pentru 12,88% din locuitori nu este cunoscută apartenența etnică.